# Shercock
Shercock es una localidad situada en el condado de Cavan, en Irlanda. Según el censo de 2022, tiene una población de 599 habitantes.
Está ubicada al norte del país, a poca distancia al este del curso alto del río Shannon —el más largo de Irlanda— y al sur de la frontera con Irlanda del Norte.